# 川野義光
川野 義光（かわの よしみつ、1984年〈昭和59年〉6月7日 - ）は、日本の経営者（調剤薬局、弁当店、脱毛サロン）。ラジオDJ、薬剤師。株式会社メタルファーマシー代表取締役。大分県別府市出身、滋賀県草津市育ち、京都府西京区在住。

## 来歴

### 幼少期
生まれは大分県別府市。里帰り出産のため、別府市にはほぼ滞在していない。育ちは大阪府高槻市。5歳まで、父親の仕事の関係で社宅に住んでいた。5歳の時に滋賀県草津市に引っ越しをしている。小学校は滋賀県の地元の学校。

### 高校時代
ゲームセンターで知り合った友人が偶然同じ高校で、彼からの誘いもあり卓球部に入部。その後軟式テニス部に転部している。高校2年生の頃、友人が癌で亡くなったことをきっかけに薬学部を目指すようになった。カラオケで19 (音楽グループ)を歌っている時に友人の訃報を知るが、すぐに実感が湧かず帰宅してから現実と感情が押し寄せ、将来について思いを馳せた。当時は別の友人の影響でヤンキーとして日々を送っていたが、この体験をきっかけに「彼の分までしっかり生きる」ことを決意している。高校時代にはバンド活動もスタートしている（ボーカル）。

### 浪人時代
京都大学の薬学部（第一志望）または農学部（第二志望）にチャレンジするために1年浪人している（現役で立命館大学の情報理工学部に受かっていた）。予備校時代は金髪とマサイ族ほど拡張したピアスの穴が特徴だった。朝から夕方まで授業、その後も自習室で22時くらいまで勉強する日々を送っていた。特に物理と英語に強く、成績はみるみるうちに上がっていき、最初はE判定だったがB判定まで向上した。ただ最終的には京都大学ではなく、私立の大阪薬科大学に合格する。

### 大学時代（1〜2年生）
大阪薬科大学に入学後は、アルバイトは塾講師、とんかつ店＋新幹線線路工事＋コンビニ店員を経験している。部活はフォークソング部に入部しているが「音楽をちゃんと学びたい」という思いで半年部に軽音部に転部している。ただ2年生になり「飲み会は絶対に参加しないといけない」「飲み会で先輩を潰さなければいけない」という不毛な理由で退部。この頃からパチンコにハマり100万円ほどの借金をしている。借金返済のために①アルバイトでお金を稼ぎ返す②逃げる③パチンコで返す、という選択肢を考えた結果③を選んだ挙句、コンビニなどで売られている攻略本から学び全額を返金。この経験から「誰でも手に入るような雑誌に必勝法が載っているのに、9割の人がそれに気づかず負けている」「実際に行動を起こすだけで勝ち組になれるんじゃないか」という大きな学びを得ている。
一方で、2年生時には2度留年をしている。またこの際に広島県に友人とのバンドツアーで訪れており、見ず知らずのおばあちゃんから1000円をもらったり、紹介されたお好み焼き屋さんで店主と仲良くなり食事代を奢られたりし、広島県に好感を持つきっかけを得ている。ただそれ以外は誰の耳にもバンドが届くことなく「世間の人たちは自分達なんかに興味がないんだな」「何するにもビビらなくていいんだな」と思うようになる。大阪に戻ってからはバンド活動にさらに力を入れるようになるが、友人らの「行けたら行く」が続き集客に苦戦。しかし深い思考を好むメンバーがおり、彼との対話の中で「考えること」が好きになる。仮説を立てて検証して修正していくことが癖になり、のちのマーケティング思考のベースはこの時代に培われている。

### 大学時代（3〜4年生）
3年生に上がってからは週8でパチンコに通うようになり、月30-40万円を稼ぐようになる。パチンコの技術は更に向上し、日によって店の力の入れ具合が違うことやどの台を出すかを決める人の癖まで分析していた。大学の恩情があってそのまま4年生に進級した。
4年生に上がり、10月に研究が終わってから国家試験勉強を始める（5月に受けた最初の模試では、240点満点中30点台）。1月1日からは、起きている時間を、散歩以外には全て勉強に費やした。青本よりも短いオレンジ本だけに集中して取り組み、100回ほど繰り返して暗記した。その結果、2月中旬の卒業試験は合格する。3月初旬に国家試験を迎えるも、1日目の出来が不安で宿泊先のカプセルホテルで眠りにつけず、めぞん一刻をずっと読んでいた。国家試験には無事合格し、自己採点で合格を確信した際は親と抱き合って喜んだ。国家試験が終わった翌日にはまたパチンコに行った（この際に2時間で10万勝っている）。卒業式には歌舞伎の衣装で参加するも「その格好じゃ卒業式には出られない」と言われ一人ベンチで待っていた（歌舞伎姿で卒業式に参加したことは大学内で伝説となっている）。

### 1社目（あけぼの薬局）
新卒ではあけぼの薬局に入社している（マイナビなどの新卒サイトに登録し、五十音順で上から3つエントリーした）。当時の一般的な就職先の候補として製薬会社、薬局、病院の3択が主流だったが、パチプロとしての収入軸を保つため適度にお金が稼げて適度に暇な時間がありそうという考えで薬局を選んでいる。あけぼの薬局への就職を選んだ理由として「大学時代に打ち込んだことはパチンコ」と履歴書に書いたことに興味を持ってくれたからと後に言っている。東京都での研修が終了後、同10月より京都上桂店に本配属となる。在宅医療に積極的に取り組んでいた店舗で当時としては非常に先進的な店舗であった。新しい環境を求めて1年半ほど勤務した後に転職している。

### 結婚
新卒入社2年目の8月に結婚している（相手は大学時代のコンビニアルバイト同僚）。琵琶湖の湖畔沿いで車の中でプロポーズをした（滋賀県民の性で、深い話をするときは琵琶湖の湖岸沿いに行く）。結婚式では、式場にパチスロ台を置いたりレインボーのウェディングケーキを振る舞っている。2次会ではライブ会場を貸切りメタルのライブを披露した（妻の友達は3人しかこなかったが本人の友達は100人ほど参加している）。夫婦ではお互いに好きな時間を過ごすことが多く、家事などの分担も「気になった方がする」というルールとなっている。

### 2〜3社目
2社目は兵庫県の薬局に就職している。様々な土地に住みたいと言う思いと（1社目では研修時に東京都に在住）、経営が学べそうな小さい規模感で就職活動を行っていた。尼崎市の大きい病院の門前薬局に配属され、1日に200枚ほど処方箋が来る規模だった。スタッフは8-9名ほどだったが漢方の煎じ薬の業務は皆が嫌がるため（匂いがつく、時間がかかる）、チャンスと捉えて率先して担当した。漢方専属のスタッフと認識されるようになり、「人が嫌がるところを自分のテリトリーとする」ことで勝ちを出すことを覚えた。会社の忘年会ではこれまでビンゴくらいしか行われていなかったが、会社のトップ3の1名を含む4名を巻き込み数ヶ月前から練習しダンスを披露した。比較的堅めな社風だったがこれが大いにウケた。爪痕を残し1年で退職。退職後も忘年会でダンスが企画されたこともあったが、本人以外に企画を押し通せるスタッフがおらず。退職以降は実行されていない。また2社目在籍期間中に第一子が誕生している。
3社目は第一子の子育てを優先するために滋賀県（義両親宅の近く）で就職。月に4000枚処方箋を受ける面薬局だった。尊敬できる管理薬剤師が在籍していた薬局だったが入社2ヶ月で京都府の奥地に異動が決まる。そこでは一人薬剤師で管理薬剤師を経験し、これまで経験のなかったエクセル作業や経営の知識を養っている。1年ほど勤務し、退職。忘年会では7人ほどでタンバリン芸を披露している（ゴールデンボンバーの「女々しくて」に合わせて）。

### 4社目〜独立
新卒時に勤めていたあけぼの薬局からの誘いもあり、3社目の後半はあけぼの薬局で本社業務のアルバイトをしている。そして3社目退職後、あけぼの薬局で京都府の上桂店に薬剤師として復帰している。復帰2ヶ月後、桂駅前店の新規立ち上げの話があり管理薬剤師として異動。元々は大手薬局が運営していたが、立ちいかなくなって譲渡された薬局の立て直し案件だった。門前の整形外科のドクターへの営業活動や近隣の医療機関との関係構築の末、半年後には早々に黒字化に成功。桂駅前店では2年間管理薬剤師を務めている（この頃に第二子が誕生し、一家で京都府に引っ越しをしている）。
桂駅前店が黒字になったタイミングで会社としては初めて独立支援制度を活用し独立の交渉を開始。当時「個人宅への在宅医療」の必要性を感じており、独立時には積極的に取り組むべきだと構想している。西京区薬剤師会の会長を勤めていた際、地域の医療職との会議で「一人暮らしの老人をどうやって地域のコミュニティに引っ張ってくるか」が毎回議題に上がっており、大手が参入を拒む現状から自身が解決に向けてアクションすべきと考えていた。
桂駅前店から「1年半で黒字化したら買収させてもらう」という条件のもと伏見店への異動し、約束通り1年半で黒字化している。ただエリアマネージャーも兼任していたため、後任の育成や既存店の売上げ拡大、在庫の適正化など、毎月100時間以上残業していた。独立に当たってはあけぼの薬局へ人材の紹介や退職前の業務の引き継ぎなどを疎かにせず、現在も良好な関係を築いている。
その後伏見店を買収し完全独立。ただその数ヶ月前に医薬品卸経由で別店舗を開局している。数字的に悪くない案件だったこともあり、完全独立前に友人に管理薬剤師として勤務をしてもらい、完全独立としては2店舗体制としてのスタートとなっている。